# SDガンダム GGENERATION ETERNAL
『SDガンダム GGENERATION ETERNAL』（エスディーガンダム ジージェネレーション エターナル）は、バンダイナムコエンターテインメントより配信されるiOS/Android用アプリゲーム。2025年4月16日サービス開始。基本プレイ無料（アイテム課金制）。アプリボットとの共同開発。
スマートフォン向けアプリである本作は、家庭用作品同様のシミュレーションゲームのシステムが採用されている。開発やスカウトなど、家庭用相当のシステムを導入しつつ、オート操作など、一部でスマートデバイスに最適化されている。

## 登場作品
☆はシナリオ収録作品。参戦作品・シナリオ収録作品はアップデートにより順次追加される。
| - 機動戦士ガンダム ☆ - 機動戦士ガンダム THE ORIGIN - 機動戦士ガンダム THE ORIGIN MSD - MSV - MS-X - 機動戦士ガンダム MS IGLOO - 機動戦士ガンダム MS IGLOO 603 - 機動戦士ガンダム MS IGLOO2 重力戦線 - 機動戦士ガンダム 第08MS小隊 - 機動戦士ガンダム CROSS DIMENSION 0079 - 機動戦士ガンダム外伝 THE BLUE DESTINY - 機動戦士ガンダム外伝 ザ・ブルー・ディスティニー - 機動戦士ガンダム戦記 Lost War Chronicles - 機動戦士ガンダム外伝 ミッシングリンク - 機動戦士ガンダム サンダーボルト ⭐︎ - 機動戦士ガンダム0080 ポケットの中の戦争 - 機動戦士ガンダム戦記 BATTLE FIELD RECORD U.C.0081 - 機動戦士Gundam GQuuuuuuX - 機動戦士ガンダム0083 STARDUST MEMORY ☆ - 機動戦士ガンダム0083 REBELLION - 機動戦士ガンダム ファントム・ブレット - 機動戦士ガンダム カタナ - 機動戦士ガンダム エコール・デュ・シエル 天空の学校 - ADVANCE OF Ζ ティターンズの旗のもとに - 機動戦士Ζガンダム - 機動戦士Ζガンダム A New Translation ☆ - 機動戦士Ζガンダム Define - Ζ-MSV - ガンダム新体験0087 グリーンダイバーズ - GUNDAM SENTINEL - 機動戦士ガンダムΖΖ ☆ - MSV-R - 機動戦士ガンダム MSV-R ジョニー・ライデンの帰還 - 機動戦士ガンダム ヴァルプルギス - ダブルフェイク アンダー・ザ・ガンダム - 機動戦士ガンダム 逆襲のシャア ☆ - CCA-MSV - M-MSV - 機動戦士ガンダムUC - 機動戦士ガンダムNT - 機動戦士ガンダムF90 - 機動戦士クロスボーン・ガンダム | - 機動戦士Vガンダム - 機動武闘伝Gガンダム ☆ - 新機動戦記ガンダムW ☆ - 新機動戦記ガンダムW デュアルストーリー G-UNIT - 新機動戦記ガンダムW Endless Waltz - 機動新世紀ガンダムX ☆ - ∀ガンダム - 機動戦士ガンダムSEED ☆ - 機動戦士ガンダムSEED MSV - 機動戦士ガンダムSEED ASTRAY ☆ - 機動戦士ガンダムSEED ASTRAY R - 機動戦士ガンダムSEED ASTRAY B - 機動戦士ガンダムSEED X ASTRAY - 機動戦士ガンダムSEED Recollection ☆ - 機動戦士ガンダムSEED DESTINY ☆ - 機動戦士ガンダムSEED DESTINY-MSV - 機動戦士ガンダムSEED FREEDOM - 機動戦士ガンダム00 ☆ - 機動戦士ガンダム00P - 機動戦士ガンダム00I - 機動戦士ガンダム00V - 機動戦士ガンダムAGE - 機動戦士ガンダムAGE 〜MEMORY OF EDEN〜 - 機動戦士ガンダムAGE UNKNOWN SOLDIERS - Gのレコンギスタ - 機動戦士ガンダム 鉄血のオルフェンズ ☆ - 機動戦士ガンダム 鉄血のオルフェンズ 月鋼 - 機動戦士ガンダム 水星の魔女 PROLOGUE ☆ - 機動戦士ガンダム 水星の魔女 ☆ - 模型戦士ガンプラビルダーズ ビギニングG - ガンダムビルドファイターズ - プラモ狂四郎 - SDガンダム外伝 ジークジオン編 ☆ - SDガンダムワールド 三国創傑伝 - SDガンダムワールド ガチャポン戦士 スクランブルウォーズ - GUNDAM EVOLVE - SDガンダムGX - GUNDAM THE BATTLE MASTER - GUNDAM TACTICS MOBILITY FLEET0079 - 機動戦士ガンダム ギレンの野望 - 機動戦士ガンダム 戦場の絆 - 機動戦士ガンダム エクストリームバーサス |

登場声優の扱い
原作での担当声優が死去、もしくは引退、長期休養しているキャラクターの声の扱いが本作ではキャラクターによって異なっているが、ほとんどは新たに起用した代役による新録とせずにライブラリー音声を使用している。
- カガリ・ユラ・アスハは、劇場版『機動戦士ガンダムSEED FREEDOM』にて同役を演じた森なな子に変更された。

## 開発
元々SDガンダム GGENERATIONシリーズは家庭用ゲーム機を中心に展開されており、スマートフォン向け作品も2作品存在していた。一方、中国や韓国などから良質なスマートフォン向け作品が供給され、家庭用作品に近い作風が受け入れられるということから、あらためて、シミュレーションゲームとしての「ジージェネ」をスマートフォンに展開できるのではないかということで今作の開発は始まった。また、「ジージェネ」シリーズは収録作品数の膨大さを特徴とするのに加え、ガンダムシリーズは毎年のように新作が出ていることから、基本無料ゲームとの相性が良いのではないかという考えもあった。
開発に際しては「遊べるガンダム大図鑑」というコンセプトが立てられ、基本無料というシステムの中で「手軽に遊べる」「シナリオに加え、多くの実装ユニットやキャラクターを揃えて部隊を組んで楽しめる」という2点をずらさぬよう注意が払われた。一方、スマートフォン向け作品としては、「いかにして選択数を減らすか」「情報量が多いシミュレーションゲームとして必要な情報の優先順位は何か」ということを整理したうえで、開発チーム内での話し合いや各種テストを通じて調整が図られた。たとえば自軍の戦艦の扱いの場合、クローズドベータの時点では従来のようにマップに出撃してユニットを収容できる仕様となっていたが、製品版ではサポーターに変更された。
また、基本無料という性質上、ファンだけでなく、「ガンダムシリーズは知っているがどれを見たらわからない」という者も遊ぶことが想定されている。直近の「ジージェネ」作品では、どの参戦作品からプレイするかはプレイヤー任せだったものの、作品によっては難易度に大きなばらつきが生じるという問題が生じていたため、今作では序盤で選択できる作品を限定し、その後は作品の幅を広げるという形式が取られた。また、各作品に介入する形でシナリオを実装することが決まったものの、従来の方法ではスマートフォンの画面で表示するには小さすぎることが判明した。全編CGやスチル起こしでは全体の制作物量を考えると難しいため、最終的にはアニメーションを利用する形が取られた。

### 作品選定
シナリオ参戦作品については、アニメ化作品を中心に選定する方針が取られ、実装に差異してはなるべく間が空かぬよう調整が図られた。
また、機体のみ参戦の作品については、なるべく新規作品を取り入れる方針が取られた。それ以外の作品については、シナリオ参戦作品のタイミングを精査した上で、なるべくファンに人気のある作品を実装する方針が取られた。

## 反響
ファミ通のエムエス西本は、ネットワークテスト版のレビュー記事の中で、従来のシリーズ作品に劣らぬ魅力的なユニットを多数実装しつつも、アプリゲームの強みである手軽さを兼ねそろえた作品であると評している。
箭本進一は「4Gamer.net」に寄せたテスト版のレビュー記事の中で、工夫してユニットを集めていく過程の楽しさを評している。
今作は、Sensor Towerによるスマホゲームの国内収益ランキング（2025年4月17日～4月23日）にて首位を獲得した。
2025年7月14日に『機動戦士ガンダム サンダーボルト DECEMBER SKY』のストーリーイベントが実装された際、作中でイオ・フレミングがダリル・ローレンツを呼ぶ際のあだ名である「義足野郎」が「毒蛇野郎」に変更されており、SNS上で賛否の声が上がった。

また、原作者である太田垣康男とアニメの監督・脚本を担当した松尾衡はこの変更について知らされておらず、松尾は「アニメの映像使うなら一言欲しいけれどなぁ」と難色を示している 。